# Tito Vilanova
Francesc Tito Vilanova Bayó (Bellcaire d'Empordà, 17 september 1968 – Barcelona, 25 april 2014) was een Spaans voetbalcoach en voormalig voetballer. Hij was vanaf 2007 werkzaam bij FC Barcelona, waar hij na vijf seizoenen als assistent-trainer van Josep Guardiola in 2012 werd benoemd tot hoofdtrainer. In juli 2013 zette hij wegens ziekte een punt achter zijn functie als hoofdcoach. Op 25 april 2014 overleed hij aan de gevolgen van keelkanker.

## Loopbaan als voetballer
Vilanova speelde als middenvelder. In 1984 kwam hij net als Josep Guardiola bij de jeugdelftallen van FC Barcelona. In 1986 en 1987 won Vilanova met de Juvenil A, het hoogste jeugdelftal van de club dat destijds getraind werd door Carles Rexach, de Copa del Rey Juvenil. In 1987 maakte hij tegen Athletic Bilbao het winnende doelpunt. Vervolgens speelde Vilanova voor het tweede elftal. In het seizoen 1988/1989 speelde Vilanova drie oefenwedstrijden in het eerste elftal. Uiteindelijk wist Vilanova niet door te breken bij Barça. Hij vertrok in 1990 naar Figueres, waar hij het beste seizoen van de club ooit meemaakte. Figueres haalde in 1992 de play-offs voor promotie naar de Primera División, maar daarin bleek Cádiz CF echter te sterk. In 1992 werd Vilanova gecontracteerd door Celta de Vigo, waarmee hij zijn debuut in de Primera División maakte. Vanaf 1995 speelde hij voor Badajoz, Mallorca, Lleida en Elche in de Segunda División A, waarna de Catalaan zijn loopbaan bij Gramenet afsloot.

## Loopbaan als technisch directeur en trainer
Vilanova werd na zijn spelerscarrière trainer. Hij kwam in 2002 terug bij FC Barcelona als trainer van de Cadete B, het team van onder meer Lionel Messi, Cesc Fàbregas en Gerard Piqué. Daarna was hij hoofdtrainer bij Palafrugell FC en werkzaam als technisch directeur bij zijn oude club UE Figueres en Terrassa FC. In 2007 werd Josep Guardiola aangesteld als hoofdcoach van FC Barcelona B en Vilanova werd zijn assistent. In 2008 leidde het duo het tweede elftal naar de Segunda División B en maakte het de overstap naar het eerste elftal. Onder hun leiding won het team onder meer twee keer de Champions League en drie landstitels op rij.
Vilanova kwam op 17 augustus 2011 in de aandacht na een incident met José Mourinho. FC Barcelona nam het in de Supercopa op tegen aartsrivaal Real Madrid. Barça won de wedstrijd, die in de slotfase ontspoorde waarbij de spelers en de technische staf van de twee teams met elkaar in conflict raakten. In dit tumult stapte Mourinho op Vilanova af en gaf hem een por in zijn oog, waarna Vilanova Mourinho een tik op het achterhoofd gaf. Achteraf verklaarde de trainer van Real dat hij niet wist wie Tito Vilanova (sic) was.
Met ingang van seizoen 2012/2013 volgt Vilanova Guardiola op als hoofdcoach van FC Barcelona. Technisch directeur Andoni Zubizarreta over de keuze voor Vilanova: "Vilanova vertegenwoordigt de ideeën en de uitstraling van FC Barcelona. Hij heeft veel persoonlijkheid en een hoge betrokkenheid bij de club. De nieuwe coach moest de ploeg van binnen en buiten kennen, rust hebben en bekend zijn met de complexiteit." Guardiola heeft in het verleden al verschillende malen de discrete invloed van Vilanova op het team, vooral op het gebied van speelstrategieën, benadrukt. Jordi Roura werd assistent-trainer.
In december 2012 werd voor de tweede keer kanker vastgesteld bij de Spanjaard. In november 2011 had hij al een tumor in de speekselklieren laten verwijderen. Op 19 juli 2013 werd bekend dat Vilanova om gezondheidsredenen ontslag neemt als trainer van FC Barcelona nadat voor de derde keer kanker bij hem is geconstateerd. Op vrijdag 25 april 2014 overleed Vilanova aan de gevolgen van zijn ziekte.